# Liste der Monuments historiques in Leffincourt
Die Liste der Monuments historiques in Leffincourt führt die Monuments historiques in der französischen Gemeinde Leffincourt auf.

## Liste der Immobilien
| Bezeichnung      | Beschreibung                                        | Standort                | Kennzeichnung | Schutzstatus | Datum | Bild           |
| ---------------- | --------------------------------------------------- | ----------------------- | ------------- | ------------ | ----- | -------------- |
| Kirche St-Blaise | ab dem 15. Jahrhundert; mit dem ehemaligen Friedhof | Rue Saint-Blaise (Lage) | PA00078457    | Inscrit      | 1948  | weitere Bilder |

## Liste der Objekte
| Bezeichnung                   | Beschreibung                          | Standort                       | Kennzeichnung | Schutzstatus | Datum | Bild |
| ----------------------------- | ------------------------------------- | ------------------------------ | ------------- | ------------ | ----- | ---- |
| Skulptur Christus in der Rast | Holz, farbig gefasst, 16. Jahrhundert | in der Kirche St-Blaise (Lage) | PM08000290    | Classé       | 1957  |      |
| Skulptur Heiliger Nicasius    | Stein, 14. Jahrhundert                | in der Kirche St-Blaise (Lage) | PM08000289    | Classé       | 1935  |      |